# Tri Ostrova
Le Tri Ostrova (in russo Три Острова; in italiano Tre Isole) sono un gruppo di isole russe disabitate, bagnate dal mar Bianco. Amministrativamente fanno parte del distretto del Lovozerskij rajon dell'Oblast' di Murmansk, nel Circondario federale nordoccidentale.

## Geografia
Le tre isole sono situate vicino all'estrema parte orientale della penisola di Kola, lungo la cosiddetta "costa Terskij", che va da capo Svjatoj Nos fino alla foce della Varzuga. Sono situate tra capo Orlov-Terskij Tonkij (мыс Орлов-Терский Тонкий) e capo Korabel'nyj (мыс Корабельный), a nord dell'ingresso del Gorlo del mar Bianco:
- Vešnjak (Вешняк), chiamata anche Bol'šoj Trechostrovskij (Большой Трехостровский), è la maggiore. La sua lunghezza è di 1200 m e la larghezza massima (al centro) è di 500 m; si restringe verso nord e termina con un promontorio appuntito con ripide coste di granito di colore rossastro.[1] L'isola è separata dalla terraferma e dalle altre due isole dallo stretto Trëchostrovskaja Salma (пролив Трёхостровская Салма).[2] L'altezza massima di Vešnjak è di 20 m.[2] La costa orientale dell'isola è il punto più orientale dell'oblast' di Murmansk. Un faro, costruito nel 1953, è installato sull'isola.[1][3]
- Kuvšin (Кувшин), a nord di Vešnjak, ha un'altezza di 19,7 m[2].
- Bakalda (Бакалда), piccola isola sotto costa, a sud-ovest di Vešnjak.

In direzione sud, lungo la costa, si trova l'isola Gorjanov (остров Горяинов) e poi, nel canale del Gorlo, le isole Danilov (остров Данилов) e Sosnovec, mentre a sud-est è situata l'isola Moržovec.
Attualmente, non esiste una popolazione permanente sulle isole Tri Ostrova. Fino al 1826, un posto di dogana navale era situato sull'isola Vešnjak per ispezionare le navi che entravano nel mar Bianco.